# Parasitology
Parasitology es una revista científica revisada por pares que cubre el área de la parasitología , incluida la bioquímica , la biología molecular , la genética , la ecología y la epidemiología de los parásitos eucariotas , y la relación entre el huésped y el parásito. Fue establecido en 1908 y es publicada catorce veces al año por Cambridge University Press . El editor en jefe es John Russell Stothard ( Escuela de Medicina Tropical de Liverpool ; desde 2015).
Según Journal Citation Reports , la revista tenía un factor de impacto de 2.511 en 2017, lo que la ubica en el puesto 15 entre 37 revistas en la categoría "Parasitología". 
Cambridge University Press anunció que, a partir del 3 de octubre de 2022, la publicación cambiaría a acceso abierto .
Actualmente (2023) , se encuentra en el puesto 25º de las revistas de parasitología de Scimago.

## Resumen e indexación
La revista está resumida e indexada por:
- Resúmenes sobre Higiene y Enfermedades Transmisibles
- Vistas previas de BIOSIS
- Chemical Abstracts Service
- Avances Actuales en Ciencias Ecológicas
- Current Contents /Ciencias de la Vida
- Elsevier BIOBASE / Conocimiento actual en ciencias biológicas
- Embase / Excerpta Medica
- Resúmenes de Helmintología
- Index Medicus / MEDLINE / PubMed
- Resúmenes protozoológicos
- Revisión de Entomología Aplicada
- Science Citation Index Expanded
- Boletín Veterinario
- Boletín de Enfermedades Tropicales